# Epictia vellardi
Epictia vellardi är en kräldjursart som beskrevs av Laurent 1984. Epictia vellardi ingår i släktet Epictia och familjen Leptotyphlopidae. Inga underarter finns listade i Catalogue of Life.
Arten förekommer i södra Brasilien, Paraguay och norra Argentina. Honor lägger ägg. Ödlan vistas i savanner. Epictia vellardi gräver i lövskiktet och i det översta jordlagret.
Troligtvis påverkas beståndet av landskapsförändringar. Hela populationen anses vara stor. IUCN listar arten som livskraftig (LC).